# Tullberg
Tullberg är ett svenskt efternamn.
Den 31 december 2022 var 273 personer folkbokförda i Sverige med detta efternamn.

## Personer med efternamnet Tullberg
- Anna Tullberg, svensk radioproducent
- Birgitta Tullberg (1952–2017), svensk ekolog
- Carl Tullberg (1853–1914), svensk målare, grafiker och teckningslärare
- Hampus Tullberg (1796–1876), svensk filolog och präst
- Hasse W. Tullberg (1844–1929), svensk bokförläggare och filmproducent
- Ingegerd Tullberg, gift Beskow (1887–1978), svensk konstnär
- Jan Tullberg (född 1949), svensk ekonom
- Johan Wilhelm Tullberg (1798–1869), svensk präst
- Otto Fredrik Tullberg (1802–1853), svensk orientalist, präst, musiker, träsnidare och silhuettklippare
- Samuel Tullberg (1815-1882), svensk korpral och upprorsledare
- Sofia Tullberg född Ridderbjelke (1815–1885), svensk tecknare och målare
- Sven Axel Tullberg (1852–1886), svensk botaniker, paleontolog och geolog
- Tycho Tullberg (1842–1920), svensk professor, zoolog, skulptör, tecknare och målare.